# Fronte di Harzburg
Il Fronte di Harzburg (in tedesco Harzburger Front) fu un'alleanza politica e paramilitare di nazionalisti di estrema destra contro la Repubblica di Weimar e, in particolare, contro il secondo governo Brüning. I partiti coinvolti erano il Partito Nazionalsocialista Tedesco dei Lavoratori (NSDAP) e il Partito Popolare Nazionale Tedesco (DNVP). Aderirono anche le organizzazioni Stahlhelm, Reichslandbund (Lega agricola del Reich) e Alldeutscher Verband (Lega pangermanica).
La coalizione prende il nome da Bad Harzburg, località in cui l'11 ottobre 1931 si svolse l'unica riunione delle forze aderenti, con la partecipazione di circa 10 000 militanti. L'ex presidente della Reichsbank Hjalmar Schacht vi tenne un discorso che fece scalpore.
In reazione alla formazione del blocco di destra, il Partito Socialdemocratico di Germania (SPD), la Federazione generale dei sindacati tedeschi e il Reichsbanner Schwarz-Rot-Gold fondarono il Fronte di ferro il 16 dicembre 1931.
L'alleanza ebbe vita breve: dopo le prime tensioni nella stessa Bad Harzburg, NSDAP e DNVP si scontrarono nuovamente poco tempo dopo e si sfidarono nelle successive campagne elettorali. Nel gennaio 1933, tuttavia, NSDAP, DNVP e Stahlhelm tornarono a collaborare in occasione della formazione del governo Hitler. L'influenza del Fronte di Harzburg sugli eventi che portarono alla presa del potere nazionalsocialista del 1933 è discussa dalla storiografia.